# Liden och Kittan
Liden och Kittan (älvdalska Laiðę respektive Tjittan, förr även Tjittn) är en av SCB avgränsad och namnsatt småort i Älvdalens socken och kommun i Dalarna. Småorten omfattar bebyggelse i Liden och Kittan belägna norr om Nässjön.